# Josean Garrués Irurzun
Josean Garrues Irurtzun (Pamplona, 1962) es catedrático de Historia e Instituciones Económicas en la Universidad de Granada.

## Trayectoria
Licenciado y doctor en Historia Contemporánea por la Universidad de Granada, se inició en la investigación en el Grupo de Industria del Instituto Gerónimo de Uztaritz (Pamplona), que trataba de esclarecer el papel desempeñado por el sector secundario en Navarra, una región considerada eminentemente rural. En relación con este tema realizó y leyó su tesis doctoral en la Facultad de Ciencias Económicas y Empresariales de la Universidad de Granada (1996), El proceso de industrialización en Navarra: el desarrollo del sector eléctrico (1888-1980), dirigida por Alejandro Arizkun Cela.
Desde 1990 es profesor en el Departamento de Historia e Instituciones Económicas de la Universidad de Granada.

## Investigación
Josean Garrues ha enfocado su actividad investigadora hacia tres líneas estrechamente vinculadas: 1) historia económica regional, 2) historia del sector eléctrico español y su regulación, y 3) las élites corporativas en la organización industrial. En relación con la historia económica regional, sus aportaciones se han centrado en el estudio de Navarra y Andalucía, territorios para los que ha analizado los procesos de formación de capital, los ciclos de inversión y el desempeño de empresas y empresarios. Al estudiar el proceso de industrialización navarro desarrolló el concepto de "sistemas eléctricos tradicionales", valorando el impacto positivo de la electricidad para la modernización de pequeñas y medianas empresas de la región, así como su incapacidad para cubrir la demanda energética navarra durante los años del desarrollismo. Posteriormente se interesó por la estructura del sistema eléctrico español y las estrategias empresariales ante la regulación y el mercado, explicando como, si bien después de la Transición el Estado impuso un nuevo modelo regulatorio, el carácter oligopólico del sector ha dificultado la adopción de un modelo de libre mercado. En estudios posteriores se ha centrado en los inicios de la energía nuclear en España, defendiendo la idea de que un  “grupo selecto de compañías eléctricas españolas, bancos afiliados e industrias de bienes de equipo asociadas” determinaron la regulación del sector, restringiendo la entrada de nuevos competidores y transfiriendo costes de la producción al Estado y a los consumidores. Esta particularidad del caso español al desarrollar las nucleares “contrasta con la mayoría de países democráticos, donde el Estado ha dirigido las políticas energéticas en beneficio del interés público, legitimado por el voto ciudadano, en lugar de favorecer intereses oligárquicos específicos”. La última de las líneas de investigación del profesor Garrues se centra en el conocimiento de las élites y los grupos empresariales, estudiados a partir de la aplicación del análisis de redes sociales. Con esta metodología ha estudiado de nuevo los casos navarro y andaluz en distintas etapas desde finales del siglo XIX, así como la evolución en el largo plazo de la red corporativa de las grandes sociedades anónimas que han actuado en el mercado español, hasta la actualidad.

## Algunas publicaciones
- véase DIALNET (https://dialnet.unirioja.es/servlet/autor?codigo=741001), Personal webside: https://www.ugr.es/~jgarrues/, ORCID: https://orcid.org/0000-0002-9261-5138, Google Scholar: https://scholar.google.com/citations?user=eVvFJ44AAAAJ&hl=en

- Garrues & Rubio (2025): "Regulation capture in the first Spanish Nuclear Program" Business History, https://doi.org/10.1080/00076791.2025.2482624.
- Garrues (2022): "The Regulation of the Spanish Electricity Sector: A Long Way to Convergence" Energies 15, no. 19: 6931, Special Issue Electricity Market Reform and Deregulation.  https://doi.org/10.3390/en15196931
- Garrues & Iriarte (2022): "Rural Electrification in Spain: Territorial Expansion and Effects on the Agricultural Sector (c. 1900–c. 2000)", in Rural History. https://doi.org/10.1017/S0956793322000218
- Garrues (2016): "La transición eléctrica en España: de la regulación tradicional a la regulación para el mercado, 1982-1996", in Revista de Historia Industrial, 183-206. https://revistes.ub.edu/index.php/HistoriaIndustrial/article/view/21335
- Garrues (2010): "Market Power versus Regulatory Power in the Spanish Electricity System, 1973-1996", in Renewable & Sustainable Energy Reviews, 655-66. https://doi.org/10.1016/j.rser.2009.10.008
- Chirosa, Garrues & Rubio (2024): Goodbye to a historical exclusion? The journey of the Female Corporate Elite Over a Century in Spain (1917-2017), in Enterprises & Society. https://doi.org/10.1017/eso.2024.30
- Chirosa, Rubio & Garrues (2020): "Business schools and the Spanish business elite since the mid-twentieth century", in Business History. https://doi.org/10.1080/00076791.2020.1726893
- Rubio & Garrues (2016): "Economic and Social Power in Spain: Corporate Networks of Banks, Utilities and Other Large Companies (1917-2009)" in Business History, 858-79. https://doi.org/10.1080/00076791.2015.1115483
- Garrues (2006): "Del lento despertar de la empresa industrial navarra y el acelerado tránsito al capitalismo gerencial", en García Ruiz, J.L. y Manera, C. (coords.): Historia empresarial de España: un enfoque regional en profundidad. LID, Madrid,  ISBN 84-933107-8-6.
- Garrues (1997): Empresas y empresarios en Navarra: la industria eléctrica, 1888-1986. Pamplona, Gobierno de Navarra, ISBN 84-235-1657-1. https://www.culturanavarra.es/uploads/files/Empresas_empresarios_Navarra.pdf